# 崖柏
崖柏（学名：Thuja sutchuenensis）又名崖柏树、四川侧柏，为柏科崖柏属的白垩纪孑遗植物，为常绿乔木。分布在中国大陆的四川等地，生长于海拔1,400米的地区，目前尚未由人工引种栽培。中国重庆开县和城口暨雪宝山自然保护区范围内，分布着约一万株崖柏。
砍伐是崖柏濒危的主要原因之一。

## 用途
崖柏常用作农民薪柴和建筑用材。也因其树形美观、木材轻软柔韧, 具很高的观赏价值，特别是崖柏根雕疯狂炒卖，私购和盗采严重。